# لوئیس ساریتاما
لوئیس ساریتاما (انگلیسی: Luis Saritama؛ زاده ۲۰ اکتبر ۱۹۸۳) یک بازیکن فوتبال اهل اکوادور است.
وی همچنین در تیم ملی فوتبال اکوادور بازی کرده‌است.